# Bruck in der Oberpfalz
Bruck in der Oberpfalz is een gemeente in de Duitse deelstaat Beieren, en maakt deel uit van het Landkreis Schwandorf.
Bruck in der Oberpfalz telt 4.430 inwoners.
Altendorf ·
Bodenwöhr ·
Bruck i.d.OPf. ·
Burglengenfeld ·
Dieterskirchen ·
Fensterbach ·
Gleiritsch ·
Guteneck ·
Maxhütte-Haidhof ·
Nabburg ·
Neukirchen-Balbini ·
Neunburg vorm Wald ·
Niedermurach ·
Nittenau ·
Oberviechtach ·
Pfreimd ·
Schmidgaden ·
Schönsee ·
Schwandorf ·
Schwarzach b.Nabburg ·
Schwarzenfeld ·
Schwarzhofen ·
Stadlern ·
Steinberg am See ·
Stulln ·
Teublitz ·
Teunz ·
Thanstein ·
Trausnitz ·
Wackersdorf ·
Weiding ·
Wernberg-Köblitz ·
Winklarn